# Narellan, New South Wales
Narellan este o suburbie în Sydney, Australia.